# Koronowo (gmina)
Pour les articles homonymes, voir Koronowo (homonymie).
Koronowo est une gmina mixte du powiat de Bydgoszcz, Couïavie-Poméranie, dans le centre-nord de la Pologne. Son siège est la ville de Koronowo, qui se situe environ 23 km au nord de Bydgoszcz.
La gmina couvre une superficie de 411,7 km2 pour une population de 23 229 habitants.

## Géographie
La gmina est bordée par les gminy de Dobre Miasto, Dywity, Jonkowo, Lubomino, Łukta, Miłakowo et Morąg.